# Stretford
Stretford (dân số 37,500 người) là một thị trấn ở Trafford, Greater Manchester, England. Nó nằm ở một khu vực bằng phẳng ở giữa sông Mersey và Manchester Ship Canal, cách 3,8 dặm (6,1 km) về phía tây nam của trung tâm thành phố Manchester, 3,0 dặm (4,8 km) về phía nam-tây nam của Salford và cách 4,2 dặm (6,8 km) về phía đông bắc của Altrincham.

## Nhân khẩu học
| Stretford Compared | Stretford Compared | Stretford Compared | Stretford Compared |
| ------------------ | ------------------ | ------------------ | ------------------ |
| 2001 UK Census     | Stretford          | Trafford           | England            |
| Total population   | 37,455             | 210,145            | 49,138,831         |
| Foreign born       | 17%                | 8%                 | 9%                 |
| White              | 73%                | 92%                | 91%                |
| Asian              | 15%                | 5%                 | 5%                 |
| Black              | 8%                 | 2%                 | 2%                 |
| Average age        | 36.7 y             | 38.9 y             | 38.6 y             |
| Over 65 years old  | 15%                | 16%                | 16%                |

| Population change in Stretford since 1801 | Population change in Stretford since 1801 | Population change in Stretford since 1801 | Population change in Stretford since 1801 | Population change in Stretford since 1801 | Population change in Stretford since 1801 | Population change in Stretford since 1801 | Population change in Stretford since 1801 | Population change in Stretford since 1801 | Population change in Stretford since 1801 | Population change in Stretford since 1801 | Population change in Stretford since 1801 | Population change in Stretford since 1801 | Population change in Stretford since 1801 | Population change in Stretford since 1801 | Population change in Stretford since 1801 | Population change in Stretford since 1801 | Population change in Stretford since 1801 | Population change in Stretford since 1801 | Population change in Stretford since 1801 |
| Year                                      | 1801                                      | 1811                                      | 1821                                      | 1831                                      | 1841                                      | 1851                                      | 1861                                      | 1871                                      | 1881                                      | 1891                                      | 1901                                      | 1911                                      | 1921                                      | 1931                                      | 1939                                      | 1951                                      | 1961                                      | 1971                                      | 2001                                      |
| ----------------------------------------- | ----------------------------------------- | ----------------------------------------- | ----------------------------------------- | ----------------------------------------- | ----------------------------------------- | ----------------------------------------- | ----------------------------------------- | ----------------------------------------- | ----------------------------------------- | ----------------------------------------- | ----------------------------------------- | ----------------------------------------- | ----------------------------------------- | ----------------------------------------- | ----------------------------------------- | ----------------------------------------- | ----------------------------------------- | ----------------------------------------- | ----------------------------------------- |
| Population                                | 1,477                                     | 1,720                                     | 2,173                                     | 2,463                                     | 3,524                                     | 4,998                                     | 8,757                                     | 11,945                                    | 19,018                                    | 21,751                                    | 30,436                                    | 42,496                                    | 46,535                                    | 56,791                                    | 51,929                                    | 61,874                                    | 60,364                                    | 54,316                                    | 37,455                                    |
| Source: A Vision of Britain through Time  |                                           |                                           |                                           |                                           |                                           |                                           |                                           |                                           |                                           |                                           |                                           |                                           |                                           |                                           |                                           |                                           |                                           |                                           |                                           |